# سوخت کربن‌خنثی
سوخت کربن‌خنثی (به انگلیسی: Carbon-neutral fuel) سوختی است که هیچ‌گونه انتشار گازهای گلخانه‌ای خالص یا ردپای کربن تولید نمی‌کند. در عمل، این معمولاً به معنای سوخت‌هایی است که با استفاده از دی‌اکسید کربن (CO2) به عنوان مادهٔ اولیه تولید می‌شوند. سوخت‌های پیشنهادی بدون کربن را می‌توان به‌طور کلی به سوخت‌های مصنوعی، که با هیدروژنه کردن شیمیایی دی‌اکسید کربن ساخته می‌شوند، و زیست‌سوخت‌ها، که با استفاده از فرآیندهای مصرف‌کننده CO2 طبیعی مانند فتوسنتز تولید می‌شوند، دسته‌بندی کرد. 

## تولیدات
سوخت کربن خنثی، هیدروکربن مصنوعی است. آن‌ها می‌تواند در واکنش‌های شیمیایی بین کربن دی‌اکسید تولید شود، که می‌تواند از نیروگاه یا هوا و هیدروژن به‌دام بیفتد است که توسط الکترولیز آب و با استفاده از انرژی‌های تجدید پذیر ایجاد می‌شود. این قبیل سوخت‌ها اغلب به عنوان سوخت‌های الکتریکی اطلاق می‌شود که انرژی استفاده شده در تولید هیدروژن را ذخیره می‌کند. زغال‌سنگ همچنین برای تولید هیدروژن هم استفاده می‌شود اما این می‌تواند یک منبع کربن خنثی نباشد. کربن دی‌اکسید می‌تواند به منظور تولید سوخت فسیلی کربن خنثی بدام انداخته شود یا دفن شود هرچند تجدید پذیر ناست. کربن بدام افتاده از گازهای خروجی می‌تواند سوخت‌های کربن خنثی تولید کند. دیگر هیدروکربن‌ها می‌توان برای تولید هیدروژن و دی‌اکسید کربن شکسته شود که پس از آن می‌تواند در حالی که هیدروژن برای انرژی یا سوخت استفاده می‌شود، ذخیره می‌شود که این هم می‌تواند یک سوخت کربنی خنثی باشد. بیشترین سوخت انرژی کارآمد برای تولید متانول است، که از واکنش شیمیایی یک اتم کربن دی‌اکسید و سه اتم هیدروژن برای تولید متانول و آب ایجاد می‌شود. انرژی ذخیره شده را می‌توان با سوزاندن متانول در یک موتور احتراق با آزاد کردن کربن دی‌اکسید، آب و گرما، بازیافت کرد. متان در یک واکنش مشابه تولید می‌شود. از انرژی بیشتر می‌توان برای ترکیب متانول یا متان به مولکول‌های سوخت هیدروکربنی بزرگتر استفاده می‌شود.
محققان همچنین تولید دی‌متیل اتر با استفاده از متان را پیشنهاد کرده‌اند. این سوخت می‌تواند به عنوان یک جایگزین مناسب برای سوخت دیزل به دلیل توانایی احتراق خود به خود تحت آتش فشار و دمای بالا استفاده شود. در حال حاضر در برخی از مناطق برای گرمایش و تولید انرژی مورد استفاده قرار می‌گیرد. این سوخت غیر سمی است اما باید تحت فشار ذخیره شود. اکتان و اتانول همچنین می‌توانید از دی‌اکسید کربن و هیدروژن تولید شود. همه هیدروکربن مصنوعی به‌طور کلی در دمای ۲۰۰–۳۰۰ درجه سانتی گراد، و در فشار ۲۰ تا ۵۰ بار تولید می‌شوند. کاتالیزورها معمولاً برای بهبود بهره‌وری از واکنش و ایجاد نوع مورد نظر را از سوخت هیدروکربنی. مورد استفاده قرارمی‌گیرند. چنین واکنش‌هایی گرمازایی دارند و از حدود ۳ مول هیدروژن در هر مول از دی‌اکسید کربن درگیر در واکنش استفاده می‌کند. آن‌ها همچنین مقادیر زیادی از آب به عنوان یک محصول جانبی تولید می‌کنند.